# 王美懿
王美懿（1995年8月13日- ），辽宁辽阳人，身高1米89，是中国女子排球运动员，司职接应，目前效力于遼寧三生制药沙鷗女排。

## 入选国家队经历
2017年初，王美懿凭借2016-2017赛季中国女子排球联赛中的出色表现，第一次出现在了国家队的名单中。 同年入选了瑞士女排精英赛的大名单，但是由于比赛时间与全运会预选赛的附加赛冲突，遗憾没能成行。
2018年，为备战亚洲杯等赛事，王美懿赴漳州进行集训。

## 个人特点
2016-2017赛季，在队长二传手丁霞的调度下，王美懿迅速地成长，并凭借着自己在二号位的强攻的极佳的表现，入选了国家队。2017-2018赛季，由于队伍的需要，王美懿开始大量地承担一传。虽然在二号位的进攻没有像上个赛季那么有威力，但是她在一传方面的进步有目共睹，关键分的果断也令人称道。同时，王美懿的长飘发球也屡屡破坏对方的一传，这样的表现帮助了辽宁三生制药沙鸥女排十年来首次进入四强。